# Psychoda fulvohirta
Psychoda fulvohirta är en tvåvingeart som beskrevs av Enrico Adelelmo Brunetti 1911. Psychoda fulvohirta ingår i släktet Psychoda och familjen fjärilsmyggor. Inga underarter finns listade i Catalogue of Life.